# Clusia centricupula
Clusia centricupula är en tvåhjärtbladig växtart som beskrevs av José Cuatrecasas. Clusia centricupula ingår i släktet Clusia och familjen Clusiaceae. Inga underarter finns listade i Catalogue of Life.